# Tan Liangde
Tan Liangde (Guangdong, República Popular China, 14 de julio de 1965) es un clavadista o saltador de trampolín  chino especializado en el trampolín de 3 metros, donde consiguió ser subcampeón mundial en 1986.

## Carrera deportiva
- En el Campeonato Mundial de Natación de 1986 celebrado en Madrid (España), ganó la medalla de plata en el trampolín de 3 metros, con una puntuación de 692 puntos, tras el estadounidense Greg Louganis  (oro con 750 puntos) y por delante del también saltador chino Li Hongping (bronce con 642 puntos).

- Cinco años después, en el Campeonato Mundial de Natación de 1991 celebrado en Perth volvió a ganar la plata en la misma prueba, con una puntuación de 643 puntos, tras el estadounidense Kent Ferguson (oro con 750 puntos).